# Fogbél

1.Fog 2.Fogzománc 3.Dentin 4.Fogbél 17.Fogágy 18. Fogíny 22.Gyökérhártya

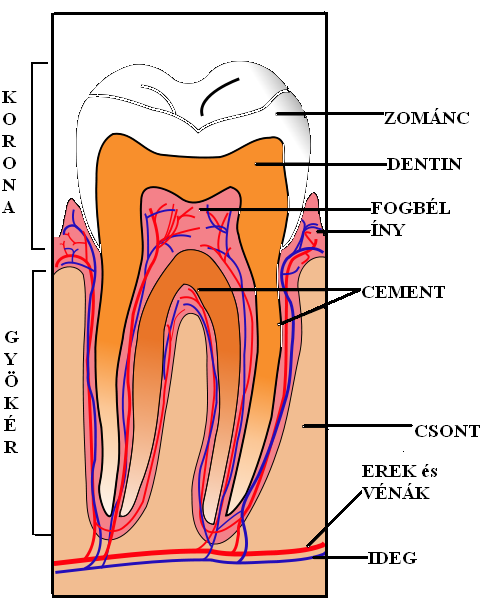
A fog szerkezete

A fogbél (Pulpa dentis) a fog legbelső, sejteket, ereket, idegeket tartalmazó része. Kívülről teljesen körbeveszi a dentin, egy kis részt kivéve a gyökércsúcson. A fogbél közvetíti az agy felé a fájdalom-, hő- és tapintásingereket, ezenkívül gyulladásos reakcióra is képes.
A fogbél funkciói közé tartozik a dentin termelése, táplálása. Ha a szuvasodás eléri a dentint, vagy akár a pulpát, vagy más külső inger hatására, a szervezet többi szövetéhez hasonlóan a fogbélben is védekezési reakciók indulnak be (ld. fogbélgyulladás).

## Felépítése
Anatómiailag a fogbél két részből áll: a fog koronájában elhelyezkedő pulpakamrából és ennek gyökéri folytatódásából, a gyökércsatornából. A pulpakamra tetején a csücsköknek megfelelően pulpaszarvakat találunk. Fiatal korban a fogbél alakja a fog alakjára hasonlít, de az idő elteltével a szekunder dentin (ami az egész élet során termelődik) és a tercier dentin (ami különböző ingerek hatására: fogszuvasodás, kopás, fogászati beavatkozások, képződik) lerakódása révén deformálódhat.
Mivel a gyökerek kúp alakúak, a gyökércsatornák is a fog csúcsa felé elvékonyodnak, ahol a csúcsi nyílásban (foramen apicale anatomicum) végződnek. Általában egy gyökérben egy csatornát találunk, de gyakran fordul elő két csatorna. Ezek indulhatnak közösen vagy külön, és nyílhatnak együtt vagy külön a fog csúcsán, megnehezítve ezáltal a gyökérkezelést.
Gyakran elmeszesedések is létrejöhetnek a fogbélben, ún. denticulusok képződhetnek, melyek szintén nehezíthetik a gyökérkezelést. A csúcsi nyílás átlagos átmérője 0,3-0,6 mm.
A csúcsi nyíláson kívül még oldalcsatornákkal is kommunikálhat a pulpa a környező lágyszövetekkel. Ezek bárhol elhagyhatják a fogbelet, általában ereket tartalmaznak. A foramen apicale körül gyakran egy delta apcalet alkotnak.
A foramen apicale elhelyezkedésének az ismerete nagyon lényeges egy sikeres gyökérkezelés elérésében. Ugyanis egy jó gyökértömés nem szabad meghaladja a csúcsi szűkületet (apicalis constrictio vagy foramen apicale physiologicum).
Ez a foramen apicale anatomicumtól 0,5-1,5 mm-rel a fog koronája fele helyezkedik el, és a gyökércsatorna legszűkebb része. Általában a dentin-cement határ is itt helyezkedik el. Röntgenfelvételen ez nem látható, csak a fog anatómiai csúcsa (radiológiai apex). Ez nem esik egybe sem foramen apicale anatomicummal, sem az apicalis constrictióval. A csúcsi nyílás a csúcs valamelyik lejtőjén található, 0,5–3 mm-re a radiológiai csúcstól.
Szövettanilag a fogbél egy ecto-mesenchymalis eredetű, speciális laza kötőszövet. A pulpa keresztmetszetén fénymikroszkóppal négy koncentrikus réteg figyelhető meg:
- odontoblasztok rétege – ezen egyetlen sejtsor biztosítja a dentin termelését
- Weil-féle sejtmentes zóna – alapállományt, a fibroblasztok nyúlványait, subodontoblasticus kapilláris hálózatot és számos idegrostot (Raschkow-féle subodontoblasticus plexus) tartalmaz
- sejtgazdag réteg – kb. ugyanolyan vastag mint az előző két réteg, fibroblasztokat és differenciálatlan mesenchymalis sejteket tartalmaz
- központi állomány, a pulpa magja – a pulpa legnagyobb részét ez teszi ki. Itt húzódnak a fogbél erei és idegei, de találunk benne védekező sejteket (limfocitákat, makrofágokat), fibroblasztokat és differenciálatlan mesenchymalis sejteket is.

A fogbél alapállománya savas mukopoliszacharidokat, glikoproteineket, ásványi sókat és vízet (90%) tartalmaz. Alátámasztja a sejteket és a szállító közeget biztosítja.
Kollagén rostok alkotják a pulpában található rostok többségét. Kevés retikuláris rostot is tartalmaz.
A pulpa sejtjei:
- odontoblasztok – dentint termelő sejtek
- fibroblasztok – ezeknek vannak a legtöbben, és ezek termelik az alapállományt, meg a kollagén rostokat
- differenciálatlan mesenchymalis sejtek – tartalék sejtek, bármilyen sejttípussá át tudnak alakulni
- védekezési sejtek – makrofágok, limfociták, hízósejtek stb.

## Vérellátása
A felső fogív nagyőrlőit az arteria alveolaris superior posterior, a kisőrlőket és a frontfogakat az arteria infraorbitalisból származó arteria alveolaris superior anterior látja el, míg az alsó fogívet az arteria alveolaris inferior.
A gyökerekbe az arteriolák a foramen apicalén és az oldalcsatornákon lépnek be. Majd egyre kisebb arteriolákká, prekapillárisokká osztódnak. A legvékonyabb ágak alkotják a subodontoblasticus plexust. Ezek jellegzetes kapillárishurkokat képeznek és a túlsó végük már venulákban folytatódik. A kapillárisok átmérője 8-10 μm és terminális típusúak. A venulák ezzel szemben tágabbak (10-40 μm) és kevesebb simaizmot tartalmaznak, ezért a véráramlás szabályozásában kevésbé vesznek részt.
A fogbél vérellátásának a szabályozása helyi tényezők és szimpatikus idegszálakon keresztül történik. Paraszimpatikus rostokat nem tudtak kimutatni. Irritáló tényezők hatására a fogbél erei először összehúzódnak, majd reflexesen kitágulnak, hyperaemiát (vérbőséget) hozva létre. Ilyenkor különböző gyulladásos faktorok és védekező sejtek lépnek ki az erekből. Ugyanakkor az idegrostok ingerküszöbe csökken, érzékenyebbé téve a fogat.
A venulák, melyek a fogat elhagyják, vénákba szedődnek össze. Ezek vagy a plexus pterygoideusba vagy a vena facialisba ömlenek.
A pulpaerek közt sok anasztomózis figyelhető meg: arterio-venozus és veno-venozus.

## Beidegzése
A fogbél beidegzése kettős: érző és vegetatív. Az érző rostok a nervus trigeminus 2. és 3. ágán keresztül érkeznek. A vegetatív szimpatikus rostok a felső nyaki dúcból (C8, T1 és T2 szelvényekből) származnak és az erek mentén haladnak.
A foramen apicalén való belépésük után az érzőrostok főleg a koronapulpában ágazódnak el. A szervezetben egyedülállóan elvesztik mielinhüvelyüket és a Raschkow-féle szubodontoblasztikus plexust alkotják. Egyes rostok a dentincsatornákba is behatolnak. Újonnan áttört fogakban a szubodontoblasztikus plexus még nincs kifejlődve.
A pulpa érzőrostjainak kb. 80%-a C típusú velőtlen rost, mely a tompa, hosszantartó, kevésbé elviselhető, nem lokalizálható fájdalomért felelős. Aα-rostokat is találunk, melyek a hirtelen fellépő, éles, nyilalló fájdalmat közvetítik. Ezenkívül kevés Aβ-rost is megfigyelhető, ezek nyomás- és tapintásingereket közvetítenek.

## Fejlődése
A fogbél a fogpapilla ectomesenchymális sejtjeiből fejlődik ki. Legjellegzetesebb az odontoblasztok kialakulása. Miután a fogfejlődés harang szakaszában az ameloblasztok differenciálódtak, különböző kémiai ingereket bocsátanak ki a fogpapilla fele. Ezen ingerek hatására az ott lévő mesenchymális sejtek differenciálódni kezdenek: alakjuk megnyúlik és egy nyúlványt bocsátanak ki a zománcszerv irányába. Ezeket a sejteket már odontoblasztoknak nevezzük. A sejtek hamarosan megkezdik a predentin lerakását, mely később mineralizálódik és dentinné alakul.
Egy későbbi stádiumban a Hertwig-féle hámhüvely is kezd proliferálni és a genetikailag előre meghatározott gyökér morfológiát hozza létre. Belső felszínén pedig odontoblasztok differenciálódnak, melyek miközben dentint raknak le a fogpapilla fele húzódnak vissza. Így a fogbél passzívan, a környező dentin növekedése lévén alakul ki, mely fokozatosan beszűkíti azt és csak egy kis nyílást hagy a gyökér csúcsán (foramen apicale). A fogbélben található sejtek fokozatosan differenciálódnak.
Az erek és az idegrostok a sapka szakaszban kezdenek közelíteni a foghoz, majd fokozatosan alakítják ki hálózatukat. Előfordul, hogy az erek a fog gyökerét nem a csúcsánál közelítik meg, hanem valahol oldalt, ilyenkor alakulnak ki az oldalcsatornák.

## Betegségei
Lásd: Fogbélgyulladás